# Jettingen-Scheppach
Jettingen-Scheppach è un comune tedesco di 6 689 abitanti, situato nel land della Baviera.